# Einar Waag
Einar Waag feröeri vállalkozó, a Föroya Bjór sörfőzde (az ország egyetlen sörfőzdéje) vezetője és tulajdonosa. A családi vállalkozás vezetését apjától, Einar Fróvin Waagtól vette át, aki egy időben politikai szerepet is vállalt a Javnaðarflokkurin elnökeként.
2008 óta a cég egyedüli tulajdonosa, miután fivére, Heini Waag úgy döntött, hogy eladja neki 50%-os részesedését.